# Acellera
Acellera és una empresa catalana de química computacional especialitzada en el desenvolupament de tecnologies -programari i maquinari- de dinàmica molecular. Acellera fou fundada pel Dr. Giani de Fabritiis, investigador del Parc de Recerca Biomèdica de Barcelona.

## Tecnologies desenvolupades
- AceCloud
- MetroCubo
- AceMD